# Laiki Bank
Die Laiki Bank (LB, engl.: Cyprus Popular Bank, CPB, 2006 bis 2011 Marfin Popular Bank, MPB) war die zweitgrößte Bankengruppe der Republik Zypern (die Bank of Cyprus ist die größte). Sie hatte im September 2012 einen Marktanteil von 16 % bei Anleihen und 14,4 % bei Einlagen. Seit dem 30. Juni 2012 gehört sie zu 84 % dem Staat. Ihre Aktien wurden an der Börse von Zypern und der Athener Börse gehandelt.
Die Laiki Bank hatte 2008 ein Netz von insgesamt 478 Filialen in der Republik Zypern, Griechenland („Laïki Bank“), Russland, Ukraine, Rumänien, Serbien, Großbritannien und Malta. Der Name Laiki steht griechisch für Leute, der Name Laiki Bank könnte also sinngemäß mit „Volksbank“ übersetzt werden.
Am 25. März 2013 wurde auf einem Sondergipfel der EU-Finanzminister im Rahmen der Umstrukturierung des Finanzsektors in der Republik Zypern die Zerschlagung der Bank beschlossen. Der überlebensfähige Teil der Laiki Bank samt allen Einlagen unter 100.000 Euro wurde auf die Bank of Cyprus übertragen.

## Geschichte

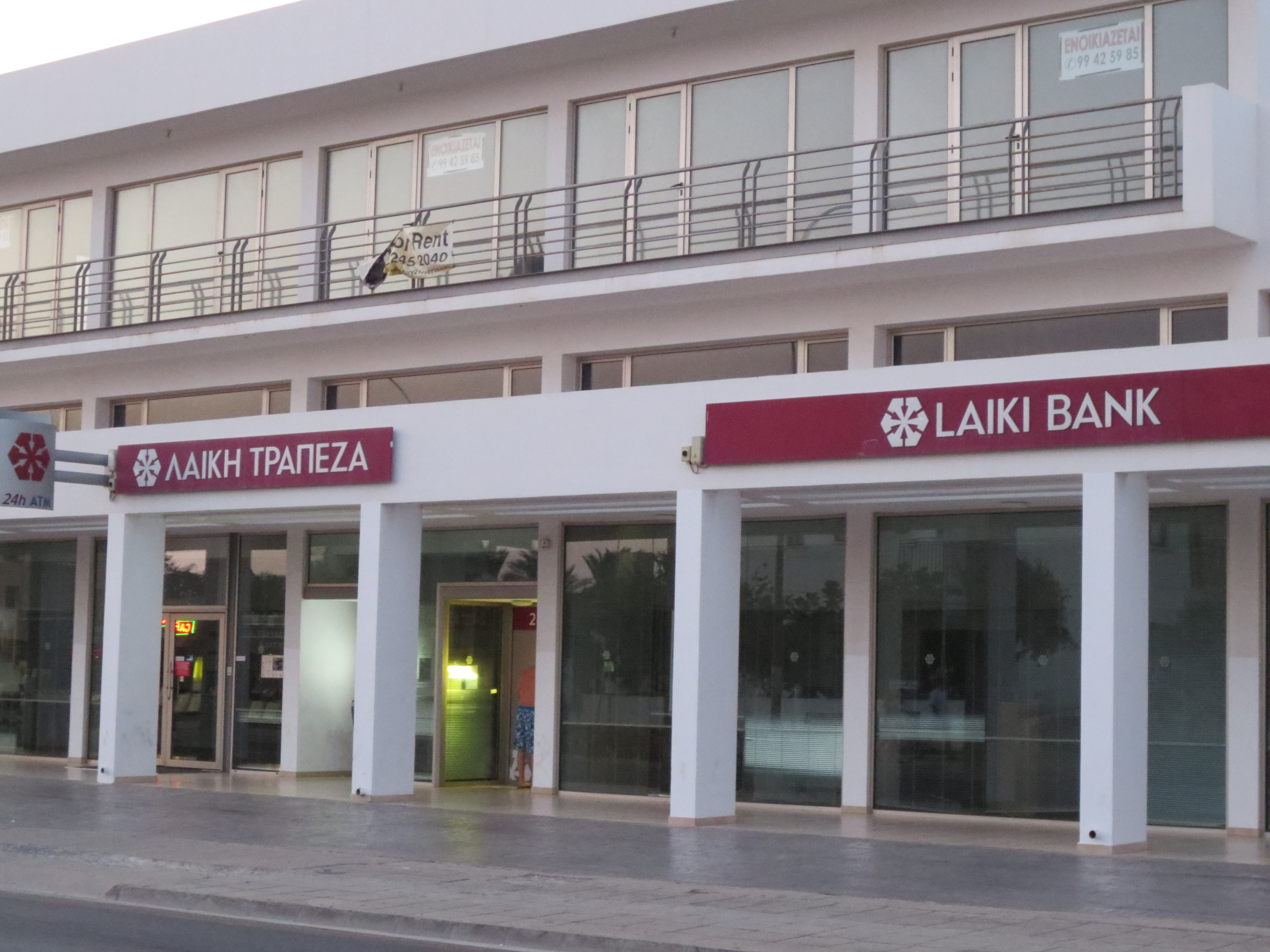
Filiale in Agia Napa (2012)

Die Geschichte der Laiki Bank begann im Jahr 1901, als vier Bürger von Limassol – Agathoclis Francoudis, Ioannis Kyriakides, Christodoulos Sozos und Neoklis Ioannides – die Volkssparbank von Limassol gründeten. Ihren Namen änderte die Bank 1924, indem sie das Wort „-spar-“ strich. Als erstes Unternehmen Zyperns wurde sie öffentlich gehandelt. Eine weitere Umbenennung erfolgte 1967 in Cyprus Laiki Bank (etwa: Volksbank von Zypern), da sich ihre Geschäftstätigkeit über Limassol hinaus ausgedehnt hatte.
1969 entstanden Filialen in Nikosia und Famagusta, 1970 folgten weitere in Paphos und Larnaka. Während der 1970er Jahre beteiligte sich die Midland Bank mit 22 % an der Bank, woraufhin der Unternehmenssitz nach Nikosia verlegt wurde. Im Jahr 1972 ermöglichte der Erwerb von 21 % der Anteile durch die HSBC eine rasche Expansion. 1974 eröffnete die Bank ihre erste Niederlassung in London, gefolgt vom Kauf der Geschäftsaktivitäten der Grindlays Bank im 1983 im von der Republik Zypern kontrollierten Süden der Insel.
Durch die Gründung der ersten Niederlassung in Athen im Jahr 1992 – über die European Popular Bank (EPB), an der die Laiki Bank 58 % der Anteile hielt – wurde die internationale Expansion weiter forciert. Neben der HSBC als Miteigentümer beteiligten sich auch griechische und zypriotische Investoren. Drei Jahre später, 1995, wurden Filialen in Südafrika und Toronto eröffnet; 1996 folgte eine weitere in Australien. In den darauffolgenden Jahren – 1997 und 1998 – dehnte sich das Netz auf Serbien, Russland und New York aus. Mit der Jahrtausendwende wurde das Institut in „Laiki Group“ umbenannt. 2001 entstand eine australische Niederlassung mit fünf Zweigstellen.
Eine Erweiterung auf Guernsey, das als Steuerparadies gilt, sowie der Kauf der Centrobank in Serbien erfolgte im Jahr 2005. Nach dem Rückzug der HSBC übernahm 2006 die griechische Marfin Investment Group deren Anteile und gewann durch weitere Zukäufe die Kontrolle. Daraufhin wurde die Bank in Marfin Popular Bank umbenannt – ein Name, den sie bis 2011 trug.
Im Jahr 2007 weitete die Bank ihre Aktivitäten durch die Übernahme von 50,12 % der estnischen AS SBM Pank weiter aus. Hinzu kam der Kauf von 99,2 % der Anteile der Marine Transport Bank in der Ukraine für 156 Mio. US-Dollar. Die 1993 gegründete Bank mit Sitz in Odessa verfügte 2007 über etwa 86 Filialen. Zeitgleich wurde ein Anteil von 43 % an der Lombard Bank in Malta von der BSI erworben, wodurch der Gesamtanteil auf 49 % stieg.
Ein Jahr später, 2008, sicherte sich die Bank die Mehrheit an der Rosprombank in Russland. Zusätzlich ging sie eine Kooperation mit dem französischen Versicherungsunternehmen CNP Assurances ein – unter dem gemeinsamen Namen CNP-Marfin Insurances. 2010 wurde ein Großteil der Laiki Bank Australia (85 %) an die Bank of Beirut verkauft, die daraufhin unter dem Namen Beirut Hellenic Bank weitergeführt wurde. In demselben Jahr begann die Bank außerdem, elektronischen Handel in der Republik Zypern zu ermöglichen.
2011 verkaufte die Marfin Popular Bank ihre Mehrheitsbeteiligung an der estnischen Tochter und kehrte zu ihrem historischen Namen Laiki Bank bzw. Cyprus Popular Bank zurück.
Im Zuge der griechischen Finanzkrise geriet das Institut 2012 in erhebliche finanzielle Schwierigkeiten – insbesondere aufgrund seines starken Engagements in Griechenland und dem Schuldenschnitt. Die Republik Zypern übernahm daraufhin 85 % der Anteile, um die von der EU geforderte Eigenkapitalquote von 9 % zu erreichen. Laut dem Jahresbericht 2011 waren zu diesem Zeitpunkt 53 % der Aktien in institutioneller Hand, während sich 37 % im Streubesitz befanden. Im Jahr 2013 erhielt der griechische Ableger der Bank wieder den Namen Cyprus Popular Bank.

## Finanzkrise der Republik Zypern
Im März 2013 blieben alle Banken in der Republik mehr als eine Woche lang geschlossen (bis einschließlich Mittwoch, 27. März 2013). 28,7 Milliarden Euro (42 Prozent der Guthaben) liegen auf Konten mit mehr als 500.000 Euro Guthaben. Grund für die Schließung waren laufende Verhandlungen der Regierung der Republik Zypern mit der EU und Russland über ein Rettungspaket, um eine Staatsinsolvenz der Republik und/oder Insolvenzen zypriotischer Banken abzuwenden.
Bedingung der EU für den Kredit war, die Sparer mit etwa 6 Milliarden Euro an den Kosten der Rettung der zypriotischen Banken zu beteiligen. Die Sparer hatten zuvor von überdurchschnittlich hohen Zinsen profitiert. Das zyprische Parlament lehnte das Rettungspaket jedoch ab.
Laut Statistik der Bank für Internationalen Zahlungsausgleich (BIZ) hatten die zypriotischen Banken Ende September 2012 nur 441 Millionen Dollar Schulden bei ausländischen Banken (zum Vergleich: spanische Banken hatten 132 Milliarden Dollar). Die sonst stets befürchteten Ansteckungseffekte für Banken anderer Länder wären im Falle der Republik Zypern also gering.
Bundesfinanzminister Schäuble erklärte das Geschäftsmodell der zyprischen Banken für gescheitert und sagte am 19. März 2013, Zypern sei selbst schuld an seiner Lage.
Die Zyprische Zentralbank traf am 21. März 2013 erste konkrete Entscheidungen zur Sanierung angeschlagener Geschäftsbanken. Damit solle die Laiki Bank vor dem Zusammenbruch bewahrt werden, sagte der Chef der zyprischen Zentralbank, Panikos Demetriades.
Die Laiki Bank werde in eine funktionsfähige und eine „Bad Bank“ aufgespalten, sagte eine Sprecherin der Bank. Nach Informationen der Nachrichtenagentur dpa soll die „good Bank“ alle Geldeinlagen bis zu 100.000 Euro sowie einen Teil der Gebäude und die Kredite beinhalten, die normal bedient werden. Dieser Teil soll mit der Bank of Cyprus zusammengelegt werden. Die Bad Bank soll die unsicheren Kredite und die nicht benötigten Gebäude umfassen. Ein Insolvenzverwalter soll dann versuchen, aus dem Verkauf der Gebäude und der Erfassung der unsicheren Kredite Geld zu erlösen und Gläubiger mit höheren Einlagen zu bedienen.
Am Freitag, 21. März 2013 beschloss das Parlament der Republik Zypern eine gesetzliche Grundlage zur Schließung von Banken.
Am 25. März wurde nach einem Sondergipfel der EU-Finanzminister bekannt, dass im Rahmen der Restrukturierung des Finanzsektors der Republik Zypern die Laiki Bank vollständig abgewickelt werden soll.
Die Europäische Zentralbank deckelte daraufhin die ELA-Notfallkredite. Obwohl die Laiki Bank bereits 9,5 Milliarden von den die Republik Zypern insgesamt 11 Milliarden gewährten ELA-Mitteln erhalten hatte, bedeutete das den Konkurs.
Der überlebensfähige Teil der Laiki Bank samt allen Einlagen unter 100.000 Euro wurde auf die Bank of Cyprus übertragen, die auch den Anteil der Laiki Bank aus insgesamt 9,5 Milliarden Euro Schulden von Notkrediten der Zentralbank übernahm.
Gläubiger, Großkunden und Anteilseigner mussten auf Forderungen in Höhe von geschätzt 4,2 Milliarden Euro verzichten.

## Sonstiges
Die Laiki Bank war Mitglied in der Euro Banking Association.